# 2717 Tellervo
2717  Tellervo eller 1940 WJ är en asteroid i huvudbältet som upptäcktes den 29 november 1940 av den finska astronomen Liisi Oterma vid Storheikkilä observatorium. Den har fått sitt namn efter Tellervo i den finska mytologin.
Asteroiden har en diameter på ungefär 8 kilometer.